# 4-й Вільський провулок (Житомир)
4-й Вільський провулок — провулок у Богунському районі міста Житомира.    

## Розташування
Знаходиться у північно-західній частині міста, у місцевості, відомій за неофіційною назвою Чулочка; на теренах історичних місцевостей Кокоричанка, Каракулі. Бере початок від Вільського Шляху, прямує у північно-східному напрямку та завершується глухим кутом біля багатоповерхівки № 51 по вулиці Крошенській. Перехрестям з 4-м Вільським провулком завершуються провулки: 2-й Кар'єрний та 3-й Вільський. 

## Історія
У другій половині ХІХ століття землі на яких виникне провулок належали старообрядцям, хутори яких розташовувалися поблизу (Каракулі, Видумка). У 1890-х роках підприємцями Бевензе викуплено землі у старообрядців хутора Каракулі та започатковано виробництво цегли у глинистій місцевості поблизу річки Кокоричанки.    
Провулок виник наприкінці ХІХ століття та сформувався до початку XX століття. Отримав назву провулок Бевензе — на честь власників цегельні, що розташовувалася на початку провулка. Станом на 1915 рік провулок завершувався поблизу межі села Крошня.   
Забудова провулка переважно сформувалася до початку Другої світової війни.   
У 1930-1950-ті роки провулок мав назву провулок Побєжимова. На картах 1941 — 1942 рр. позначений під старою назвою Бевензе.   
У 1952 році провулок перейменовано на 2-й Вільський. Згодом отримав чинну назву.  